# 勇者斗恶龙 神剑 假面女王与镜之塔
《勇者斗恶龙 神剑 假面女王与镜之塔》是由史克威尔艾尼克斯专为任天堂游戏平台Wii开发的第一人称冒险游戏。游戏是勇者斗恶龙系列的一个衍生作品。

## 游戏玩法
《勇者斗恶龙 神剑》使用了第一人称战斗系统。然而代替使用手枪，《勇者斗恶龙 神剑》使用了Wii遥控器作为剑和盾。挥剑的方向由玩家挥动Wii遥控器的方向决定。为了防御过来的攻击，玩家需要使用Wii遥控器阻挡对敌人的攻击。
一旦特殊攻擊計量表被填滿，就可以使用特殊攻擊，稱為主擊。計量表通過擊中敵人、向他們發射彈丸或阻擋攻擊來填充。當玩家開始主擊時，他們必須執行一個簡短的快速時間事件，在該事件中他們模仿擊球的動作。如果玩家在快速時間事件中失敗，主擊將被取消，特殊攻擊量表下降到 90%。大師招式是通過磨刀和獲得新劍來學習的，而夥伴招式則是從玩家當前的伙伴那裡獲得的。夥伴擊球是一種大師擊球，只有在盟友達到一定水平時才能執行，並且與英雄一起。
勇者鬥惡龍之劍沒有遊戲結束。失敗後，玩家角色返回城鎮並失去一半的金錢和任何新獲得的物品，但保留他們獲得的所有經驗值。玩家也可以選擇在沒有戰鬥的情況下返回城鎮，在這種情況下，他們會保留所有的金錢和物品以及經驗值。
想要磨煉一把劍，玩家需要大量的金錢和一套特定的稀有材料，這些材料可以在遊戲的關卡中找到。
只有英雄的盟友（Anlace、Fleurette和Claymore）可以施法，並且一次只有其中一個可以陪伴英雄。玩家可以將盟友的 AI 設置為四種設置之一，並且可以通過調出菜單讓他們隨時施展特定的咒語。
與大多數on rails遊戲一樣，怪物總是以相同的順序出現在相同的位置，玩家根據他們的整體準確性和成功命中的鏈來得分。然而，與大多數 on rails 遊戲不同的是，在大多數階段，玩家不會自動前進，而是允許他們設定自己的節奏。
玩家可以通過常見的RPG方法，擊敗敵人獲得經驗值，裝備更好的武器和盔甲，來增加角色的攻擊強度和耐力。
這個遊戲有十個特定區域。 八個故事模式區域，第八個區域的後半部分，以及Olde Reflectory。 完成故事模式後，在 Olde Reflectory 中解鎖了一組經線。 它們導致許多不在故事模式中的老闆，以及一些故事模式老闆的更強版本。
勇者鬥惡龍劍包括幾個小遊戲。 他們可以在鎮上的Stiletto商店單獨玩，也可以與最多三個朋友一起玩。 有3種飛鏢遊戲，玩家使用盾牌接飛鏢，盾牌的不同區域值不同的點數。 有 3 個遊戲的目標是盡快殺死所有的史萊姆。 六場比賽中的每場比賽都會根據積分獎勵不同的獎品。 獎項類別為B、A、S和X等級，其中 X 為最高。 物品商店還有一個tombola迷你游戲。

## 情节
遊戲設定在阿瓦洛尼亞王國。距離死亡使者西弗斯的失敗已經過去了五年。安萊絲王子對王后最近的行為感到擔憂；她堅持始終戴口罩，並聲稱身體不適，拒絕見任何人，包括她的兒子。當她偷偷前往加蘭坦林地時，安萊絲請求擊敗西弗斯的戰士之一克萊莫爾幫助他跟隨她。克萊莫爾因害怕冒犯王后而拒絕，但允許他剛滿十六歲的兒子代替他去。
Claymore的兒子（玩家角色）和Anlace觀察到女王離開了林地深處的一間小屋。小屋的居民弗勒雷特告訴他們，女王來找她的兄弟阿魯瓦爾，阿魯瓦爾是另一個擊敗西弗斯的戰士。西弗斯戰敗後，阿魯瓦爾染上了一種奇怪的疾病，而一直在接受修女訓練的芙蕾蕾特為了幫助他而隱居生活。她的魔法無法治愈阿魯瓦爾，他沒有說要去哪裡就離開了。 Fleurette很晚才記得，她小時候在Arondight Heights迷路時看到了女王戴的面具。憑直覺得知女王知道阿魯瓦爾的下落，她前往城堡與她對質，但被拒絕接見。相反，她要求玩家角色幫助她調查Arondight Heights。在那裡，她找到了她小時候在山坡上看到的雕刻。雖然她當時不知道它的含義，但她現在認出了它描繪的是戴著面具的西弗斯。她得出的結論是，面具正在附身於女王。
他們回到鎮上警告人們，但是當有報告說在Secace Seacove有一個怪物時。克萊莫爾和他的兒子自願處理這件事。他們打敗了怪物，但Fleurette到達並懇求他們不要殺死它。她說怪物是阿魯瓦爾。她試圖說服 Aruval 回家，但他幾乎無法控制自己並逃入水中。一行人返回並得知女王已進入鏡塔。他們將她追到頂部，在那裡他們發現她在鏡子中激活了一個門戶。英雄將她的面具一分為二。然而，這實際上釋放了希弗斯的靈魂，自從她意識到希弗斯控制了她以來，她就一直用面具來收容它。 Fleurette意識到雕刻實際上描繪了一群英雄將面具強加到Xiphos的臉上。西弗斯解釋說，五年前他被擊敗的前一刻，他將靈魂與身體分離，並將其植入擊敗他的英雄體內。他離開了女王的遺體，建造了一座被熔岩海包圍的城堡，作為他的新居所。
由於缺乏到達 Xiphos 的手段，英雄們決定專注於修復面具。克萊摩爾的老老師道說，面具是在鏡界製造的，可以通過鏡塔到達。他們進入鏡像世界並遇到了它的守護者Draug。 Draug不僅修復了面具，還給了玩家角色Rednusadner，一把強大的劍，可以打開通往 Xiphos 城堡的道路。道教他命運圖，這是雷努薩德納的一種技術，他用它在熔岩海中開闢一條道路。一行人穿過熔岩海和城堡前往Xiphos。 Xiphos抓住了Aruval並抽出了他植入他的靈魂的一部分。這會使Aruval恢復正常並賦予Xiphos物理形態。隊伍攻擊 Xiphos 並將他制服了足夠長的時間以將面具戴在他身上。它將Xiphos變成了一尊雕像，玩家角色被Rednusadner的一擊打碎了，Xiphos的城堡開始崩塌。在小隊逃跑過程中，英雄不小心將面具掉進了熔岩海。回到阿瓦洛尼亞，為了英雄的榮譽舉行了一場盛大的派對。他走到一個陽台上，將雷德努薩德納人舉到了天空，引起了所有市民的歡呼。

## 开发
游戏最初计划开发于Wii平台，《勇者斗恶龙 神剑》于2007年7月12日在日本发行。游戏于2008年2月19日在北美发行。在E3 2006游戏展上，史克威尔艾尼克斯首次展示了为任天堂开发的软件——将发行于Wii的游戏《勇者斗恶龙 神剑》和《Final Fantasy Crystal Chronicles: The Crystal Bearers》。在一份公司新闻稿中，执行制作人三宅优称：
自1986年勇者斗恶龙系列开始得到全世界的认可，并成为电子邮箱产业的一个主要部分。我们相信它的出现在于任何人可以简单享受，以及成为宏大冒险主角的兴奋。有了任天堂（Wii），我们相信勇者斗恶龙的这些经验将会被带入一个全新水平的乐趣和互动。
《勇者斗恶龙 神剑》开发团队包括许多艾尼克斯旗舰系列的原设计师。作者堀井雄二是和任天堂总裁岩田聪接洽革命控制器的设计者之一。堀井为任天堂的2005东京电玩展新闻发布会贡献了一份视频采访。其中他谈到接触游戏可以接触到更大的市场，以及为了“乐趣”的本质儿进行削减。当被问及任天堂的Wii遥控器，堀井答道“我同意许多有趣的游戏可通过这个控制器创作，但我仍然认为任天堂将可能制作最好的游戏”。加入游戏的除了堀井还有以创作《七龙珠》而知名的鸟山明和被称为“电子游戏音乐之父”的作曲家椙山浩一。
据电子游戏网站IGN称，史克威尔艾尼克斯代表称《勇者斗恶龙 神剑》是动作感应连接TV游戏《剑神勇者斗恶龙》的续作。再一次《勇者斗恶龙 神剑》的详细预展中，IGN推测游戏机制将和《剑神》的那些性质相似。在一个显示第一人称战斗场景的简短预告片中，屏幕上的主人公仿照遥控器的挥动进行挥剑战斗。IGN关于游戏猜测得到证实。此外，史克威尔艾尼克斯在新闻稿中称“正在开发中的游戏始终考虑到Wii硬件所独有的各个方面”。它还宣称北美版会有回放模式和四个隐藏头目等额外特性。英文本地化延续了史克威尔艾尼克斯当时所发行勇者斗恶龙游戏的风格。其中英文翻译团队和《勇者斗恶龙VIII》的相同。此外还有被列入游戏结尾职员表中的阿尔法翻译。

## 音乐
由松前真奈美作曲的原声发行于2007年8月22日。游戏使用了四个椙山浩一为之前勇者斗恶龙创作的音乐，但没有收录到原声碟中。

## 评价
据Media Create统计，游戏在日本发售首周售出305,000份。截至2008年8月8日，游戏在日本售出490,000份，在美国售出110,000份。
《Fami通》为游戏打了33/40分（8，8，8，9）。游戏在Metacritic的上43个评价的汇总得分为65/100，在GameRankings上41个评论的汇总得分为66%。